# Henri William Newlands
Henri William Newlands, né à Dartmouth (Nouvelle-Écosse) le 19 mars 1862, mort à St. Thomas (Ontario) le 9 août 1954, est une personnalité politique canadienne. 
Il est Lieutenant-gouverneur de la province de la Saskatchewan de 1921 à 1931.